# Incasoctenus
Incasoctenus perplexus es una especie de arañas araneomorfas de la familia Ctenidae. Es la única especie del género monotípico Incasoctenus.  Es nativa de Perú.